# Karl Wilhelm Feuerbach
Pour les articles homonymes, voir Feuerbach.
Karl Wilhelm Feuerbach (30 mai 1800 à Iéna - 12 mars 1834 à Erlangen) est un géomètre allemand, fils de Paul Johann Anselm von Feuerbach. 
Après avoir reçu son doctorat à l'âge de 22 ans, il est devenu professeur de mathématiques au Gymnasium d'Erlangen. En 1822, il a écrit un article surtout remarqué pour son théorème sur le cercle d'Euler. Peu avant sa mort, il a introduit les coordonnées homogènes indépendamment de Möbius.